# Bătălia de la Haifa (1948)
Bătălia de la Haifa, denumită de forțele evreiești Operațiunea Bi'ur Hametz (în ebraică מבצע ביעור חמץ „Curățenia de Pesah”), a fost o operațiune militară întreprinsă de Haganah între 21–22 aprilie 1948 și un eveniment major în etapa finală a războiului civil din Palestina Mandatară, care a condus la Războiul Arabo-Israelian din 1948-1949. Obiectivul operațiunii a fost capturarea cartierelor arabe din Haifa.

## Context
Orașul Haifa, situat pe coasta mediteraneeană, la marginea nord-vestică a câmpiei Șaron, era o poziție strategică în Palestina. Haifa era cel mai mare port cu ape adânci din țară. Punct de pornire al liniei secundare spre calea ferată Hidjaz era terminalul petrolier pentru conducta Mosul/Haifa, pe care guvernul irakian o închisese în luna aprilie 1948, iar orașul era gazda rafinăriei petroliere a Consolidated Refineries. Dacă Haganah ar fi capturat Haifa, atunci ar fi putut primi prin intermediul portului provizii și armament care să o ajute în perioada iminentului conflictul arabo-israelian. De aceea, conducerea guvernului israelian provizoriu a considerat orașul ca fiind vital pentru binele noului stat. Mai mult, Haifa se afla în zona alocată statului evreu conform Planului Națiunilor Unite pentru împărțirea Palestinei.
În 1948, Haifa era un oraș mixt, cu o populație de 135.000, împărțită între evrei palestinieni (70.000) și arabi palestinieni (65.000). Proporția de arabi din oraș a început, odată cu primele luni ale anului 1948, să scadă. Principalele zone evreiești din oraș erau Hadar Hacarmel și Neve Șa'anan, în timp ce Khalisa și Wadi Nisnas erau predominant arabe. 
Între timp, în perioada ultimelor faze ale mandatului britanic, războiul civil din Palestina a escaladat. În Ierusalim, până în ianuarie 1947, britanicii evacuaseră circa 2.000 de subiecți pentru propria lor securitate. În conjunctura evacuării civililor britanici, familii arabe înstărite și mulți conducători civili arabi din Haifa și-au părăsit și ei locuințele. Acest lucru a determinat masele de palestinieni, rămase acum fără lideri și înspăimântate și de Masacrul de la Deir Yassin, să fugă și ele. Există afirmații că acest lucru a împiedicat un acord de armistițiu în Haifa,, în timp ce alte voci afirmă că exodul arabilor palestinieni din oraș se datorează presiunilor și ordinelor liderilor politici și militari arabi. Refuzul de a interveni al Ligii Arabe a cauzat o gravă lovitură de moral populației palestiniene arabe. Până la jumătatea lunii martie 1948, între 25.000 și 30.000 de arabi palestinieni părăsiseră deja Haifa.
Ofensiva Haganah din aprilie – inclusiv Operațiunea Nahșon pentru redeschiderea șoselei Tel-Aviv–Ierusalim și Operațiunea Yiftah pentru controlul estului Galileei – au părut să ia Înaltul Comitet Arab (ÎCA) prin surprindere. Comitetul Național Arab din Haifa (CNA), în comunicatul nr.7 din 22 februarie, le-a cerut arabilor palestinieni să înceteze focul și să se întoarcă la muncă. Jumătatea arabă a orașului Haifa era totuși izolată față de alte centre palestiniene arabe, iar contactul cu acestea fusese întrerupt de satele palestiniene evreiești situate de-a lungul șoselei de acces în Haifa. Magazinele și atelierele fuseseră închise și nu exista nici o perspectivă de noi angajări. Șomajul era ridicat, iar costul alimentelor escaladase.

## Pregătiri
Pe 17 martie 1948, Mohammad bin Hammad Al Huneiti, comandantul milițiilor arabe din oraș, a fost ucis în ambuscada unui convoi care aducea 15 tone de armament și explozibil în oraș. Moartea sa i-a demoralizat pe simpatizanții săi. Conform istoricului și jurnalistului Jon Kimche, Haganah beneficia de un informator bine plasat și a putut astfel intercepta nouă din cele 11 convoaie cu armament pe care arabii palestinieni au încercat să le introducă în Haifa. Garnizoana arabă a zonelor palestiniene arabe din oraș era comandată de căpitanul Amin Izz al-Din, numit în funcție de comitetul militar al Armatei Arabe de Eliberare (AAE) pe 27 martie 1948, în Damasc. Pe parcursul lunii următoare, unitatea sa, compusă inițial din 450 de oameni, a fost slăbită de numeroase dezertări până când n-a mai reprezentat o forță de luptă.
Britanicii controlaseră anterior orașul și menținuseră zone tampon între populațiile arabă și evreiască. Pregătindu-se pentru repatrierea tuturor forțelor britanice din Palestina Mandatară, britanicii au început evacuarea trupelor prin portul Haifa, la începutul lunii aprilie. A fost înființată o forță de poliție alcătuită din voluntari, în anticiparea predării orașului către Comisia Națiunilor Unite pentru Palestina în calitate de guvern provizoriu al Palestinei. Intențiile originale ale guvernului britanic erau să evacueze Palestina gradual, de la sud spre nord, folosind Haifa drept port de îmbarcare, iar ultimii soldați britanici să părăsească țara în luna mai. În aceeași zi cu căderea orașului Tiberias în mâinile Haganah, pe 18 aprilie 1948, general-maiorul Hugh Stockwell, comandantul contingentului britanic din sectorul nordic, încartiruit în Haifa, l-a convocat la cartierul său general pe Harry Beilin, ofițerul de legătură al Agenției Evreiești pe lângă armata britanică. Stockwell l-a informat pe Beilin despre intențiile sale de a începe imediat evacuarea forțelor britanice de la periferiile orașului și din zonele tampon din Haifa și a adăugat că evacuarea va fi completă pe 20 aprilie. Haganah a văzut această schimbare de plan ca pe o oportunitate și s-a pregătit rapid pentru atac în trei direcții asupra cartierelor arabe Wadi Nisnas, Wadi Salib și Khalisa.
Coloniile germane de la Waldheim și Betleem fuseseră încercuite din 18 aprilie 1948, când forțele Haganah au atacat zona și au ucis doi locuitori neînarmați și au rănit alți patru. Haganah a ocupat și colonia germană din Haifa, iar locuitorii acesteia au cerut evacuarea lor spre Australia. Cele circa 270–300 de persoane au fost mai întâi transportate în Egipt, pe 20 aprilie, urmând să fie apoi evacuate în Australia. Cei circa 50 de templieri rămași au emigrat după fondarea statului Israel.
Pe 20 aprilie, căpitanul Amin Bey Izz al-Din și Harry Beilin au fost convocați la comandamentul britanic și notificați despre intențiile britanice de retragere dezvăluite de general-maiorul Hugh Stockwell, pe 18 aprilie, doar lui Beilin. Izz al-Din a părăsit rapid Haifa pentru a raporta informațiile comitetul militar al Armatei Arabe de Eliberare și i-a predat comanda milițiilor palestiniene arabe lui Yunnis Naffa, un inginer de instalații sanitare. Plecarea lui Izz al-Din a redus moralul oamenilor săi și, pe 21 aprilie, membri proeminenți ai Comitetului Național Arab din Haifa (Hakim Khalil și Ahmad Bay Khalil) au părăsit orașul.
Neașteptata evacuare a trupelor britanice i-a obligat pe comandanții brigăzii Carmeli să regândească detaliile operațiunii militare de ocupare a Haifei, numită anterior „Operațiunea Misparayim” sau „Operațiunea Foarfecele”. Planul revizuit a fost denumit Mivtza Bi'ur Hametz („Operațiunea Curățenia de Pesah”).

## Bătălia

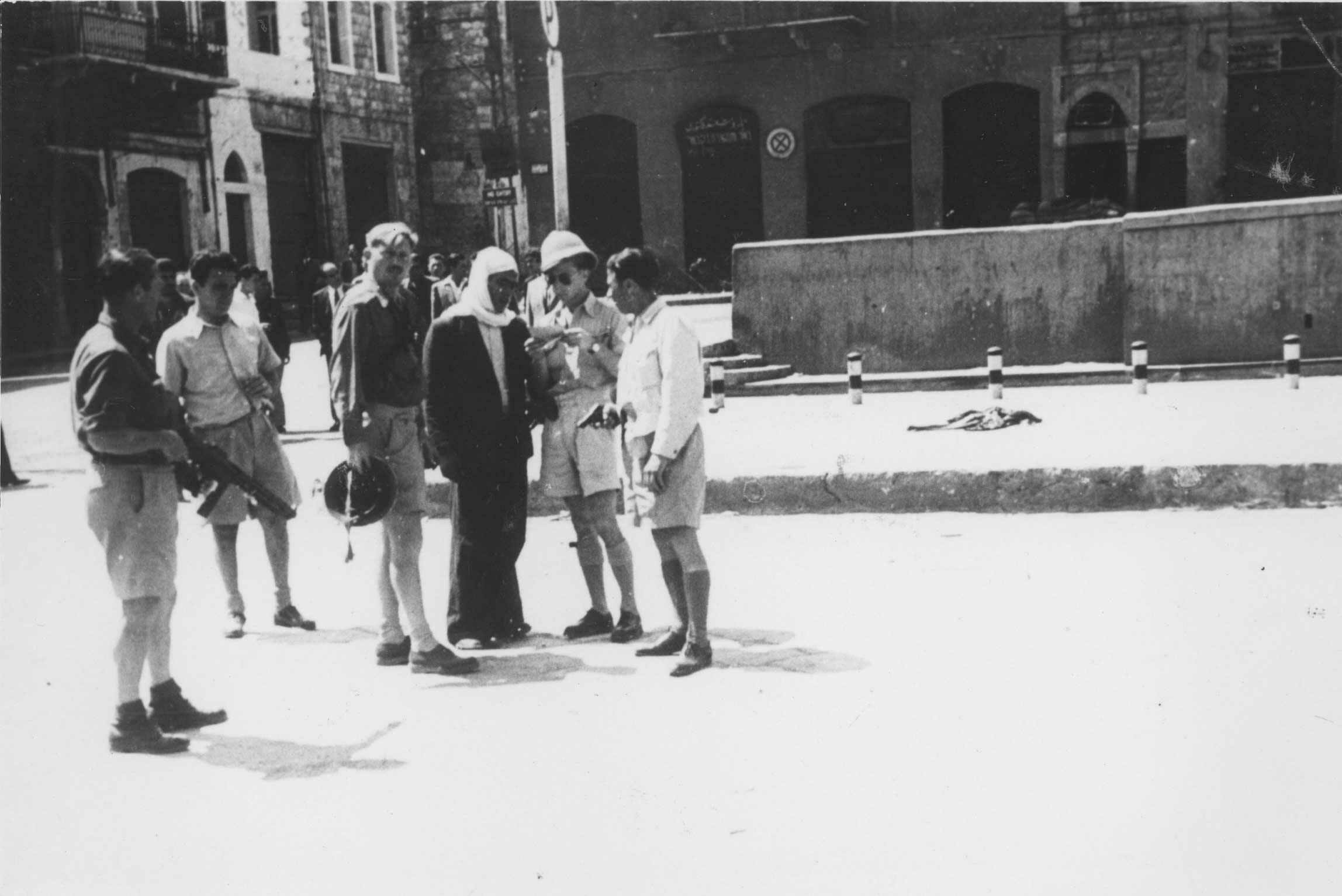
Inspecție a documentelor în timpul bătăliei.

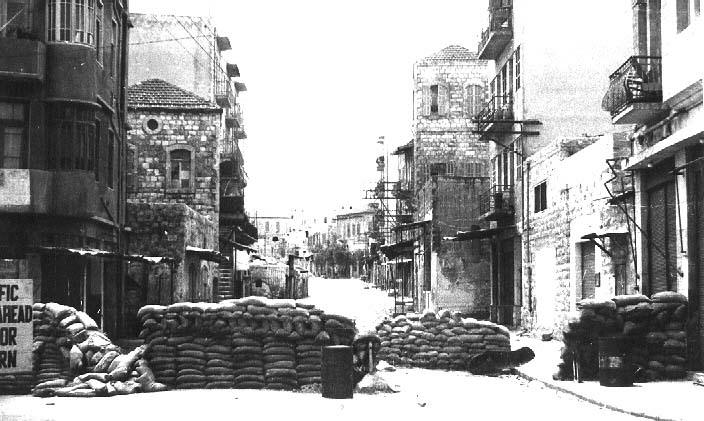
Poziții abandonate de milițiile arabe.

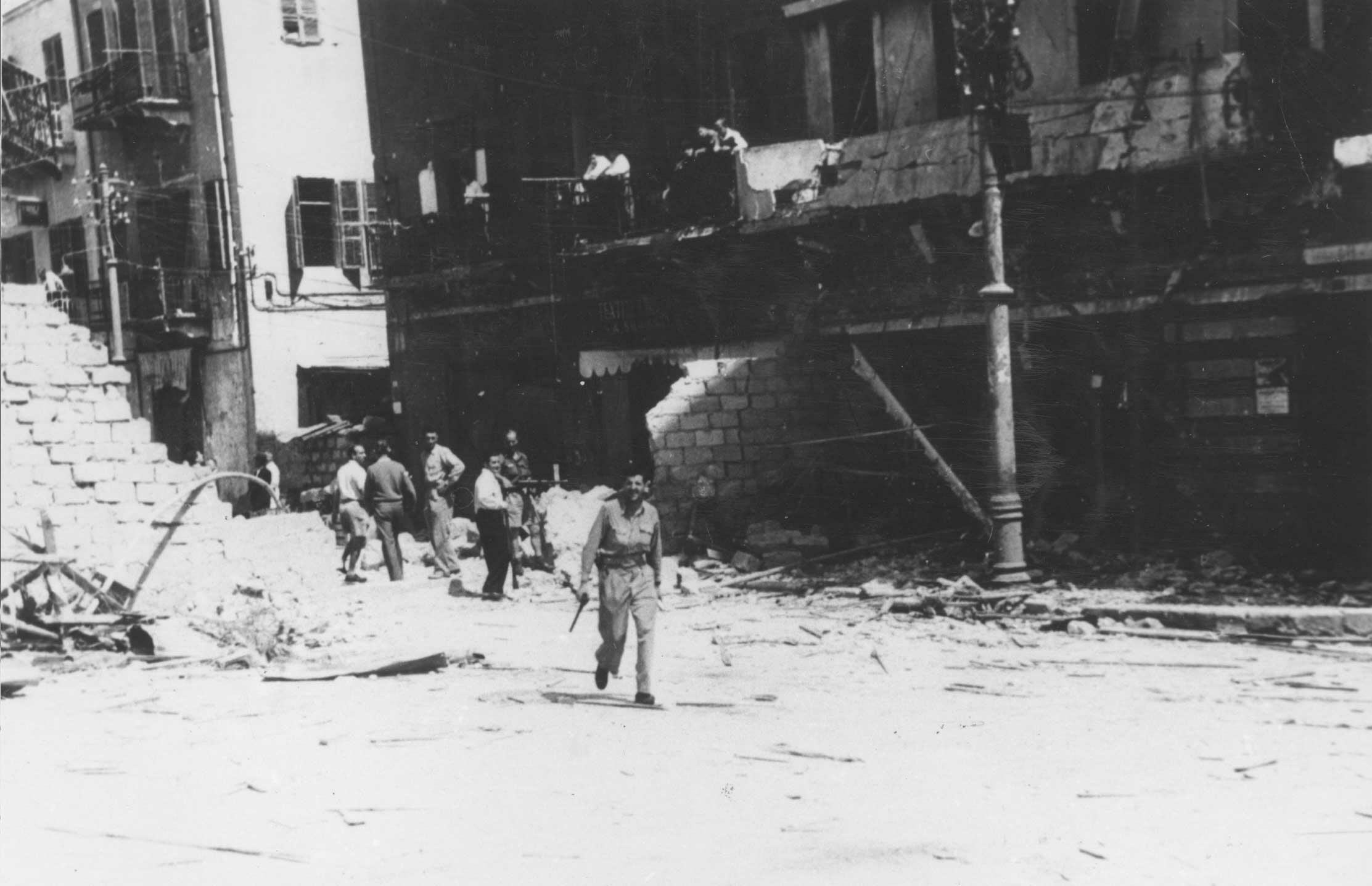
Luptători evrei într-un cartier arab.

Forțele Haganah erau alcătuite din 5 companii ale corpurilor terestre, o companie Palmach și un contingent al Corpului de Pază. Forțele evreilor palestinieni au atacat Wadi Salib și Wadi Nisnas dinspre Hadar Hacarmel, în timp ce grosul atacului spre Khalisa a venit dinspre Neve Sha'anan. Cartierul general al arabilor palestinieni se afla în centrul orașului, lângă port și depoul de cale ferată.
Comentând folosirea „transmisiunilor de război psihologic” și a tacticilor militare în Haifa, istoricul Benny Morris a scris:

Pe toată perioada, Haganah a folosit transmisiuni în limba arabă și furgonete-portavoce. Radio Haganah a anunțat că „ziua judecății a sosit” și a chemat locuitorii să „îi alunge pe criminalii străini” și să „părăsească fiecare casă și stradă din fiecare cartier ocupat de criminalii străini”. Transmisiunile Haganah au chemat populația să „evacueze femeile, copiii și bătrânii imediat și să-i trimită la adăpost”... Tacticile evreiești de luptă erau destinate să năucească și să copleșească rapid opoziția; demoralizarea era un scop principal. Era socotită la fel de importantă precum distrugerea fizică a unităților arabe. Barajele de mortiere și transmisiunile și anunțurile de război psihologic, precum și tacticile utilizate de companiile de infanterie avansând din casă în casă, toate erau orientate spre acest țel. Ordinele Batalionului 22 Carmeli erau „să ucidă fiecare [bărbat adult] arab întâlnit” și să dea foc cu bombe incendiare „toate obiectivele care pot fi incendiate. Vă trimit articole în arabă; împrăștiați-le pe drum”.
Jon Kimche descrie și el „fulgerul psihologic asupra cartierelor arabe” până când „nervii arabilor au cedat și fuga din oraș a luat proporții de panică”.
Primul atac evreiesc a avut loc asupra zonei podului Rushmiyya, izolând zonele arabe. Anterior asaltului principal dinspre terenul mai înalt al cartierului palestinian evreiesc Hadar Hacarmel, cartierul arab Khalisa a fost supus unui bombardament de mortiere. Cei 3.500–5.000 de arabi membri ai unor formațiuni neregulate nu au putut opune o rezistență reală. În ziua următoare, Comitetul Național Arab din Haifa era pregătit să solicite un armistițiu prin intermediul general-maiorului englez Stockwell. Acesta a acceptat să discute cu israelienii și s-a întors după 15 minute. Totuși, termenii propuși de Haganah – dezarmare completă, predarea armelor și o interdicție de circulație – nu au fost acceptați de conducerea arabă.
După eliberarea prizonierilor din arestul din Haifa, legiunea arabă a ocupat clădirea. La ora 10:15, răniții arabi fuseseră internați la Spitalul Amin. Personalul spitalului și pacienții au fost apoi evacuați la Spitalul Guvernamental din oraș. Către prânz, luptele au slăbit în intensitate. Evreii preluaseră controlul complet al pieței Khamra și al străzii Stanton și trăgeau din pozițiile ocupate de ei în zona Suqului (pieței). De asemenea, își făcuseră apariția în forță în sfertul de est al orașului, dinspre podul Wadi Husimiyah către Tel Amal. Femeile arabe, copiii și alte persoane erau încă în curs de evacuare din zona Suqului către portul Haifa și alte zone sigure. La acel moment, arabii solicitaseră un armistițiu, iar evreii replicaseră că îl vor lua în considerare dacă arabii vor înceta focul. La ora 17:00, rezistența generală arabă din zona de est a Haifei, cu excepția câtorva locuri izolate, a încetat, iar evreii ocupau deja Suqul până la poarta de est. În zona Wadi Miamr bătălia era încă în curs de desfășurare. Se crede că pierderile arabe din această zonă au fost considerabile. La ora 18:00, liderii arabi s-au întrunit pentru a examina condițiile de încetare a focului propuse la o întâlnire dintre arabi și evrei.
În acea după-amiază a avut loc o întrunire în clădirea primăriei pentru a discuta termenii armistițiului. Din cauza neputinței Comitetului Național Arab din Haifa de a garanta că nu vor exista incidente armate ulterioare, delegația arabă s-a declarat în imposibilitate să respecte armistițiul propus și a solicitat protecție pentru evacuarea cetățenilor palestinieni arabi din Haifa. The Times a consemnat că Haganah a folosit transmisii în arabă la Radio Haganah și furgonete-portavoce pentru a face apel la locuitori „să îi alunge pe criminalii străini”.
Pe 22 aprilie 1948, britanicii mai controlau doar zona portului Haifa. Restul orașului se afla în mâinile Brigăzii Carmeli a Haganah, comandată de Moshe Carmel.
Titlul de pe prima pagină din 23 aprilie 1948 a Palestine Post anunța că „principalele puncte din Haifa au căzut în fața forțelor Haganah într-o bătălie de 30 de ore...”. Reportajul mai consemna că „Haganah a zdrobit întreaga rezistență, a ocupat multe clădiri majore, forțând mii de arabi să fugă pe singura rută rămasă deschisă-marea”. Reportajul fusese scris pe 21 aprilie, dar nu a fost tipărit decât pe 30 aprilie, teoretic din motive de securitate. Estimările privind numărul arabilor uciși variază; o sursă evreiască consideră că e vorba de circa 300 de morți.

## Urmări

Rezidenți arabi expulzați din Haifa de forțele evreiești.

Pe 23 aprilie, Moshe Carmel a declarat legea marțială în oraș. În aceeași zi, unități ale Irgun au avansat în câteva părți ale centrului Haifei. Două zile mai târziu, luptători ai Haganah le-au obligat să se retragă după o confruntare în care Irgun a suferit câteva pierderi. Unele rapoarte vorbesc de jafuri și atacuri împotriva civililor. Moshe Dayan a fost numit să administreze proprietățile arabe abandonate din oraș. El a instituit o politică de colectare a tuturor obiectelor și mijloacelor pe care le-ar fi putut folosi armata și de stocare a acestora în depozite ale Haganah, restul fiind distribuite coloniilor agricole evreiești. Golda Meir, care a fost consultată, a fost de acord cu această politică.
15.000 de civili au fost evacuați din Haifa între 21–22 aprilie, iar în oraș au rămas circa 30–45.000 de rezidenți ne-evrei. În final, la jumătatea lunii mai, doar 4.000 de palestinieni arabi din populația estimată înainte de conflict la 65.000 au mai rămas în oraș. Aceștia erau concentrați în Wadi Nisnas și Wadi Salib, pe fondul distrugerii sistematice a locuințelor arabe implementată în anumite zone de departamentele Tehnic și de Urbanism ale municipalității Haifa, în cooperare cu comandantul armatei israeliene din oraș, Ya'akov Lublini.
„Situația generală în Palestina se deteriorează rapid stop departamente guvernamentale se închid zilnic stop și activitățile normale ale țării se blochează stop Agenția Evreiască acționează ca un corp organizator general pentru zonele palestiniene evreiești și încearcă să înlocuiască activitățile guvernamentale suspendate stop zonele arabe depind de autoritățile municipale din orașe și sate fără o autoritate centrală stop serviciile de telegraf au încetat în majoritatea regiunilor, la fel și liniile telefonice interurbane stop telefoanele încă funcționează local, dar cu eficiență din ce în ce mai scăzută stop aeroportul din Lydda nu mai operează și comunicațiile aeriene regulate și serviciul de poștă aeriană ale țării au încetat stop intensitatea luptelor crește constant stop cazărmile și alte zone importante evacuate de forțele britanice devin imediat câmpuri de bătălie stop operațiuni pe scară mai largă și mai importante decât Haifa sunt așteptate curând stop zvonurile tind să sporească tensiunea nervoasă în țară.”